# Wijchen vasútállomás
Wijchen vasútállomás vasútállomás Hollandiában, Wijchen községben, Wijchen településen.

## Vasútvonalak
Az állomást az alábbi vasútvonalak érintik:
- Tilburg–Nijmegen-vasútvonal

## Kapcsolódó állomások
A vasútállomáshoz az alábbi állomások vannak a legközelebb:
- Nijmegen Dukenburg vasútállomás
- Ravenstein vasútállomás